# Aconitum crassiflorum
Aconitum crassiflorum är en ranunkelväxtart som beskrevs av Hand.-mazz.. Aconitum crassiflorum ingår i släktet stormhattar, och familjen ranunkelväxter. Inga underarter finns listade i Catalogue of Life.